# Broken Heart of Gold
"Broken Heart of Gold" é uma canção gravada pela banda japonesa One Ok Rock, lançada em 27 de maio de 2021, através da Fueled by Ramen e servindo como o segundo single de seu décimo álbum de estúdio, Luxury Disease (2022), o qual foi inserida apenas na lista de faixas de sua edição japonesa. Além deste, é canção-tema do filme japonês Rurouni Kenshin: Saishūshō – Za Biginingu (2021). Foi composta pelos integrantes do One Ok Rock: Takahiro Moriuchi e Toru Yamashita – com Nick Long, Masato Hayakawa e Dan Lancaster, este último também responsável por sua produção juntamente a Rob Cavallo.

## Antecedentes e lançamento
Em 16 de abril de 2021, o One Ok Rock lançou o single "Renegades", como canção tema do filme Rurouni Kenshin: Saishūshō – Za Fainaru. A canção alcançou o top 5 nas tabelas musicais japonesas e levou o One Ok Rock a realizar sua primeira entrada nas tabelas globais da Billboard.
Mais tarde, o lançamento de "Broken Heart of Gold" ocorreu através de um anúncio surpresa realizado em 27 de maio de 2021, durante uma transmissão ao vivo do One Ok Rock na plataforma de vídeos YouTube. A faixa foi lançada como canção tema do filme Rurouni Kenshin: Saishūshō – Za Biginingu.

## Composição
"Broken Heart of Gold" possui composição de Takahiro Moriuchi, Toru Yamashita, Nick Long, Masato Hayakawa  e Dan Lancaster, este último, também é co-responsável por sua produção juntamente a Rob Cavallo. A faixa é uma canção com base em piano, pertencente ao gênero balada rock. É escrita na tonalidade de lá menor e possui 86 batidas por minuto. Suas letras consideradas sombrias, expressam melancolia sobre a vida.

## Faixas e formatos
O lançamento de "Broken Heart of Gold" ocorreu nos formatos de download digital e streaming em 27 de maio de 2021, contendo as duas versões em estúdio da faixa. A seguir, em 2 de julho de 2021, o One Ok Rock lançou a versão acústica de "Broken Heart of Gold" em duas versões nos formatos download digital e streaming com duração de três minutos e quarenta segundos.
| "Broken Heart of Gold" - Download digital, streaming |                                           |         |  |
| N.º                                                  | Título                                    | Duração |  |
| 1.                                                   | "Broken Heart of Gold"                    | 4:13    |  |
| 2.                                                   | "Broken Heart of Gold - Japanese Version" | 4:13    |  |

## Vídeo musical
Com o lançamento de "Broken Heart of Gold", foi anunciado que o vídeo musical oficial da canção, seria selecionado publicamente entre os melhores trabalhos enviados de 1 a 30 de junho de 2021. O envio do material não possuía restrição de idade, nacionalidade ou estilo criativo. Mais de quinhentos vídeos foram enviados de todo o mundo e o escolhido foi de autoria japonesa da Half Time Films, tendo sido dirigido por Koji Kashihara e Akira Miyazaki. A produção foi lançada no canal oficial do One Ok Rock no Youtube em 13 de agosto de 2021, possuindo o tema "Yin-yang", expresso por meio de elementos como máscara com o verso descascado, uso de água e fogo e extensas técnicas de iluminação, incorporando o artesanato e a cultura tradicional japonesa em uma expressão visual contemporânea.

## Desempenho nas tabelas musicais
"Broken Heart of Gold" estreou nas tabelas japonesas em seu pico de número 25 pela Oricon Singles Chart (combinada), correspondente a semana de 24 a 30 de maio de 2021. Pelas suas tabelas componentes, a canção estreou diretamente no topo da tabela diária da Oricon Digital Singles, ao obter 15,358 downloads digitais pagos. A seguir, posicionou-se em número três, em sua respectiva tabela semanal, correspondente a 24 a 30 de maio de 2021, ao adquirir vendas de 23,322 downloads digitais. Pela Billboard Japan, "Broken Heart of Gold" estreou em seu pico de número dezessete através da Japan Hot 100, na semana correspondente a 2 de junho de 2021. Em suas outras tabelas, pela semana de 2 de junho de 2021, a canção estreou em seu pico de número três pela Download Songs e de número 72 pela Streaming Songs. Na semana seguinte, atingiu seu pico de número 35 pela Streaming Songs.
Globalmente, "Broken Heart of Gold" posicionou-se em seu pico de número 176 na Billboard Global 200 e em número 66 pela Billboard Global Excl. US, ambas posições referentes a semana de 12 de junho de 2021.

### Posições semanais
| País – Tabela musical (2021)             | Melhor posição |
| ---------------------------------------- | -------------- |
| Chéquia (Modern Rock)                    | 2              |
| Japão (Billboard Japan Hot 100)          | 17             |
| Japão (Oricon Singles Chart) (combinada) | 25             |
| Mundo (Billboard Global 200)             | 176            |
| Mundo (Billboard Global Excl. US)        | 66             |

## Créditos e pessoal
A elaboração de "Broken Heart of Gold" atribui os seguintes créditos adaptados do encarte de Luxury Disease (Japanese edition).
One Ok Rock
- Takahiro "Taka" Moriuchi — vocal principal, composição
- Toru Yamashita — guitarra, composição
- Ryota Kohama — baixo
- Tomoya Kanki — bateria

Produção
- Nick Long — composição
- Dan Lancaster —  composição, produção
- Masato Hayakawa —  composição
- Jamie Muhoberac — teclado
- Rob Cavallo — produção
- David Campbell — arranjo orquestral
- Tom Lord-Alge — engenharia de mixagem
- Naoki Itai — gravação de vocais japoneses, edição

## Histórico de lançamento
| Região | Data               | Formato                    | Gravadora       | Versão   | Ref.   |
| ------ | ------------------ | -------------------------- | --------------- | -------- | ------ |
| Vários | 27 de maio de 2021 | Download digital streaming | Fueled by Ramen | Estúdio  | [ 22 ] |
| Japão  | 27 de maio de 2021 | Download digital streaming | Fueled by Ramen | Estúdio  | [ 23 ] |
| Vários | 2 de julho de 2021 | Download digital streaming | Fueled by Ramen | Acústica | [ 7 ]  |
| Japão  | 2 de julho de 2021 | Download digital streaming | Fueled by Ramen | Acústica | [ 24 ] |